# Operator Please
Operator Please est un groupe de rock indépendant australien, originaire de Gold Coast. Formé en 2005, il se compose de la chanteuse et guitariste Amandah Wilkinson, du batteur Tim Commandeur, de la claviériste Chris Holland, du bassiste Ashley McConnell et de la violoniste Taylor Henderson.
À l'origine, les membres du groupe se rencontrent alors qu'ils sont lycéens à la Elanora State High School, et forment le groupe afin de participer au concours de leur école, nommé Battle of the Bands. Ils réalisent en 2007 les chansons Get What You Want, Leave It Alone, Just a Song About Ping Pong et Crash Tragic, et sortent au mois de novembre de la même année leur premier album studio, Yes Yes Vindictive.

## Biographie
Operator Please est formé au début de 2005 par la chanteuse Amandah Wilkinson afin de participer à un concours de son école nommé Battle of the Bands. Après avoir remporté le concours, les membres, âgées entre 17 et 19 ans, commencent à enregistrer un premier EP indépendant, On the Prowl. Leur deuxième EP, Cement Cement, génère l'intérêt local et international, grâce à un mélange de bouche-à-oreilles et grâce à sa diffusion sur la chaine de radio Triple J. En quelques mois, et avec l'aide d'un label situé à New York, ils acceptent un contrat avec Virgin/EMI Records en Australie, et avec le label indépendant Brille Records pour l'international.
Just a Song About Ping Pong est l'un des morceaux les plus classés au top 30. Le clip est joué dans des programmes en Australie, au Royaume-Uni, et en Europe sur des chaines comme MTV, Channel V, et ABC. Il est inclus sur les pages d'accueil de MySpace et YouTube. Operator Please a depuis été catégorisé « groupe préféré » et « futur groupe à succès » par la blogueuse Perez Hilton,.
Le groupe se sépare en 2011.

## Membres
- Amandah Wilkinson - chant, guitare
- Taylor Henderson - violon
- Ashley McConnell - basse
- Chris Holland - clavier
- Tim Commandeur - batterie

## Discographie

### Albums studio
- 2007 : Yes Yes Vindictive
- 2010 : Gloves

### EP
- 2005 : On the Prowl
- 2007 : Just a Song About Ping Pong
- 2007 : Cement Cement

### Singles
- 2007 : Just a Song About Ping Pong
- 2007 : Leave It Alone
- 2007 : Get What You Want
- 2008 : Two for My Seconds
- 2010 : Logic
- 2010 : Back and forth